# Соноко Чиба
Соноко Чиба (јап. 千葉 園子; 15. јун 1993) јапанска је фудбалерка.

## Репрезентација
За репрезентацију Јапана дебитовала је 2016. године. За тај тим одиграла је 5 утакмица.

## Статистика
| Јапан  | Јапан | Јапан |
| Год.   | Ута.  | Гол.  |
| ------ | ----- | ----- |
| 2016   | 3     | 0     |
| 2017   | 2     | 0     |
| Укупно | 5     | 0     |